# 第58回日劇學院賞
←第57回 - 第58回 - 第59回→
第58回日劇學院賞，針對2008年7月到9月在日本播出的連續劇做出投票與評比。

## 最優秀作品賞
1. 教頭當家
2. 魔王
3. 怪胎刑警

- 讀者票：1.魔王；2.空中急診英雄；3.教頭當家
- 記者票：1.教頭當家；2.魔王；3.怪胎刑警
- 評審票：1.怪胎刑警；2.教頭當家；3.空中急診英雄

## 主演男優賞
1. 佐藤隆太（教頭當家）
2. 内野聖陽（怪胎刑警）
3. 大野智（魔王）

- 讀者票：1.大野智（魔王）；2.山下智久（空中急診英雄）；3.堂本剛（33分鐘偵探）
- 記者票：1.松岡昌宏（康子與健兒）；2.内野聖陽（怪胎刑警）；3.大野智（魔王）
- 評審票：1.佐藤隆太（教頭當家）；2.内野聖陽（怪胎刑警）；3.堂本剛（33分鐘偵探）

## 主演女優賞
1. 志田未来（正義的夥伴）
2. 永作博美（四個謊言）
3. 米倉涼子（怪獸家長）

- 讀者票：1.志田未来（正義的夥伴）；2.米倉涼子（怪獸家長）；3.永作博美（四個謊言）
- 記者票：1.永作博美（四個謊言）；2.志田未来（正義的夥伴）；3.米倉涼子（怪獸家長）
- 評審票：1.永作博美（四個謊言）；2.志田未来（正義的夥伴）；3.米倉涼子（怪獸家長）

## 助演男優賞
1. 市原隼人（教頭當家）
2. 小出惠介（教頭當家）
3. 濱田岳（太陽與海的教室）

- 讀者票：1.市原隼人（教頭當家）；2.田中圭（魔王）；3.柳葉敏郎（空中急診英雄）
- 記者票：1.市原隼人（教頭當家）；2.小出惠介（教頭當家）、濱田岳（太陽與海的教室）
- 評審票：1.市原隼人（教頭當家）；2.柳葉敏郎（空中急診英雄）、淺利陽介（空中急診英雄）

## 助演女優賞
1. 山田優（正義的夥伴）
2. 廣末涼子（康子與健兒）
3. 小林涼子（魔王）

- 讀者票：1.小林涼子（魔王）；2.水川麻美（33分鐘偵探）；3.多部未華子（康子與健兒）
- 記者票：1.山田優（正義的夥伴）；2.廣末涼子（康子與健兒）；3.水川麻美（33分鐘偵探）、比嘉愛未（空中急診英雄）
- 評審票：1.山田優（正義的夥伴）；2.廣末涼子（康子與健兒）；3.水川麻美（33分鐘偵探）、比嘉愛未（空中急診英雄）、寺島忍（四個謊言）

## 腳本賞
1. 古澤良太（怪胎刑警）
2. 泉吉紘（教頭當家）
3. 福田雄一（33分鐘偵探）

## 監督賞
1. 西浦正記、葉山浩樹（空中急診英雄）
2. 福田雄一、成田岳（33分鐘偵探）
3. 平川雄一朗、武藤淳、山本剛義、中前勇児（教頭當家）

## 其他獎項
- 主題曲賞：GReeeeN「奇蹟」（教頭當家）
- 特別賞：二子玉川學園高校棒球隊（教頭當家）